# كيمياء نباتية
كيمياء العقاقير أو الكيمياء النباتية (بالإنجليزية: Phytochemistry) هو العلم الذي يدرس الكيماويات النباتية الموجودة بشكل خاص في الأعشاب الطبية وطرق استخلاصها وفصلها عن الأنسجة النباتية دون تخريبها.
وتتناول كيمياء النواتج الطبيعية المواد الكيميائية المستخلصة من النباتات مثل: الزيوت الطيارة، الغليكوزيدات، الدباغات، السكريات والقلويدات وتدرس تفاعلاتها الكيميائية واستخداماتها الطبية بالإضافة إلى طرق الفصل فيما بينها باستخدام علم التحليل الصيدلي.  دعوه لإنتاج عسل نحل من نباتات تستخرجون منها العقاقيرالطبيه للعلاج  وذلك بتربية نحل العسل على الازهار التي يتم استخلاص العقار الطبي منها وبذلك يكون لدينا عسل نحل دواء وغذاء ولن يتمكن أحد من إنتاج هذا النوع من الداء كتمكنكم فأنتم قادرون على إثبات وجود عقار العلاج المستهدف أكثر من أي منتج يقوم بإنتاج عسل النحل 

## العناصر المكونة
قائمة العناصر التي لها أغلبية في بناء النبات هي: الكربون والأكسجين والهيدروجين والكالسيوم والفوسفور وما إلى ذلك. وهي لا تختلف كثيرا عن العناصر المكونة لأجسام الإنسان والحيوانات والبكتيريا أو الفطريات. هي هي نفس المكونات الأساسية لجميع أشكال الحياة ولكن نسبها تختلف في المملكة النباتية أو المملكة الحيوانية، إلا في بعض التفاصيل .
العناصر الغذائية الضرورية المذكورة في الجدول اللاحق تستخدم من قبل كل النباتات لتكوين بنيته والقيام بوظيفته الحيوية .

## المغذيات الكبيرة
المغذيات الكبرى (بالإنجليزية: Macronutrients) هي مغذيات يحتاجها جسم الإنسان بكميات كبيرة، بالمقارنة بالمغذيات الصغرى يحتاجها الجسم بكميات قليلة مثل الفيتامينات لتنظيم عملياته الحيوية وبقائه سليما . تلك المغذيات يأخذها الأنسان بتناوله الطعام من خضروات وفاكهة ولحوم وبيض وألبان .
| العنصر     | الصورة الموجود عليها | الملاحظات                                        |
| ---------- | -------------------- | ------------------------------------------------ |
| النيتروجين | النترات، غاز النشادر | البروتينات، الهرمونات، الأحماض النووية           |
| الأكسجين   | الماء، غاز الأكسجين  | المركبات العضوية                                 |
| الكربون    | ثاني أكسيد الكربون   | المركبات العضوية                                 |
| الهيدروجين | الماء                | المركبات العضوية                                 |
| البوتاسيوم | K+                   | عامل مساعد في تصنيع البروتين وتوازن الماء        |
| الكالسيوم  | Ca+2                 | تصنيع الغشاء المحيط بالخلية والحفاظ على استقراره |
| المغنيسيوم | Mg+2                 | تصنيع اليخضور                                    |
| الكبريت    | SO4−2                | عنصر في تصنيع البروتين                           |
| الفوسفور   | حمض الفوسفوريك       | الأحماض الأمينية، الـ ATP                        |

## أنواع من الكيميائيات النباتية تمنع السرطان
أثبتت بعض المواد الكيميائية النباتية Phytochemicals التي توجد في غذاء الإنسان أنها تمنع نشأة خلايا السرطان . من ضمن تلك المواد طبقا للأستاذة الدكتورة «سيلا أوتينز» الباحثة في علم التغذية بهامبورغ ، ألمانيا :
- ليكوبين وهي موجودة في الطماطم،
- سلفورافان وهي توجد في بروكلي،
- كاروتينات وهي توجد في الجزر وفي السبانخ ،و صفار البيض.
- بولي فينول وهي توجد في الفواكه
- كبريتيدات (تحتوي على الكبريت) ، وتوجد في البصل والثوم وكرات ،
- فلافونات وهي توجد في الصويا.

لهذا ينصح علماء التغذية والأطباء تنويع الغذاء بحيث يكثر فيه الخضروات من جميع أنواعها مع شيء من الفاكهة . هذا يضمن حصول الجسم على ما يحتاجه من تلك المواد المفيدة التي تمنع نشأة مرض السرطان عند الناس، خصوصا أن البحث لا يزال جاريا لمعرفة العلاقة بين كل نوع بعينه من تلك المواد وبين نوع السرطان الذي يمنعه، مثل سرطان الرئة وسرطان الثدي وسرطان الأمعاء وسرطان الكبد وسرطان الجلد وغيرها. ويبدو أن التنوع في تلك المواد هو الذي يمنع الإصابة بالسرطان .

## معرض صور

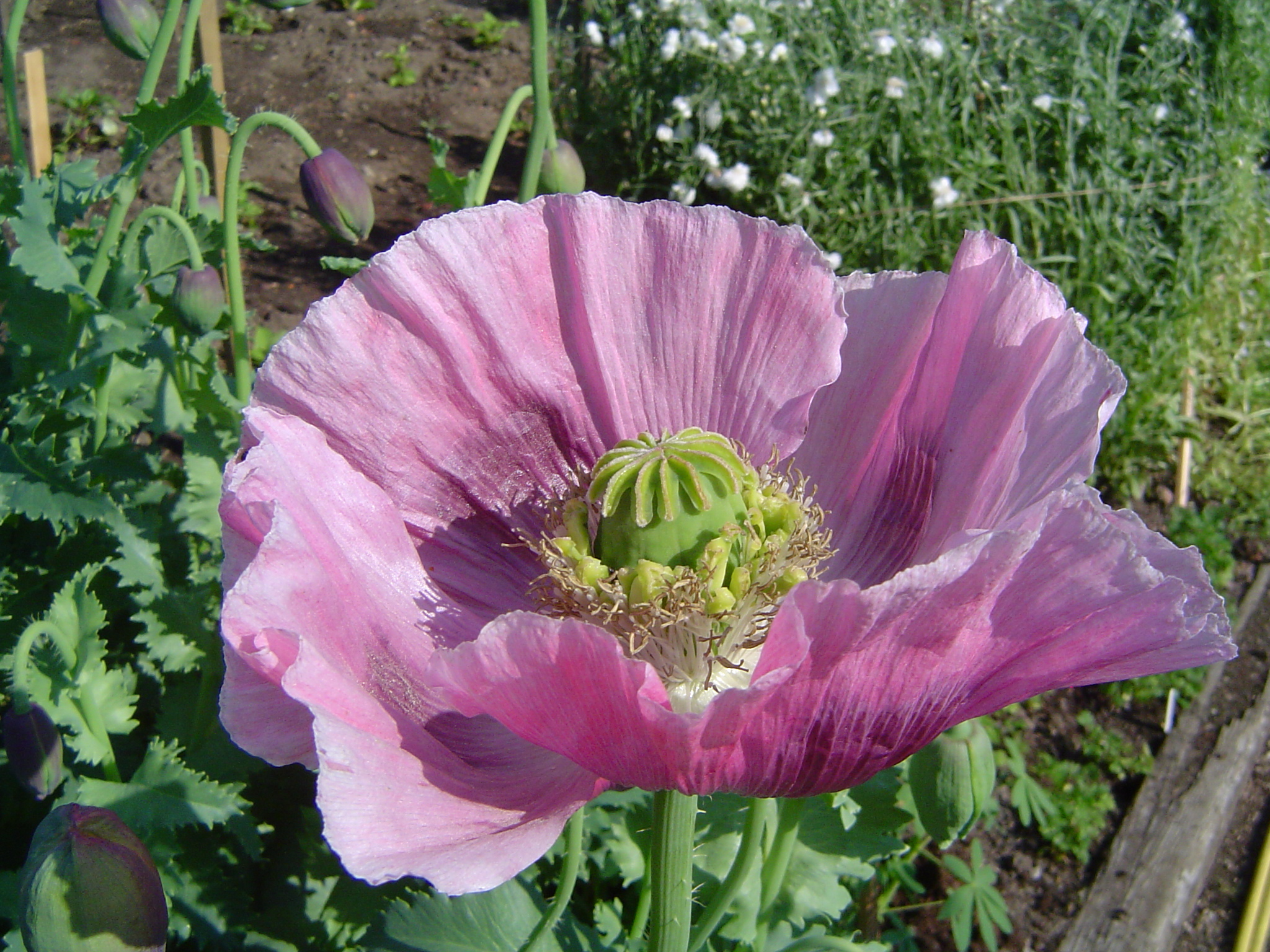
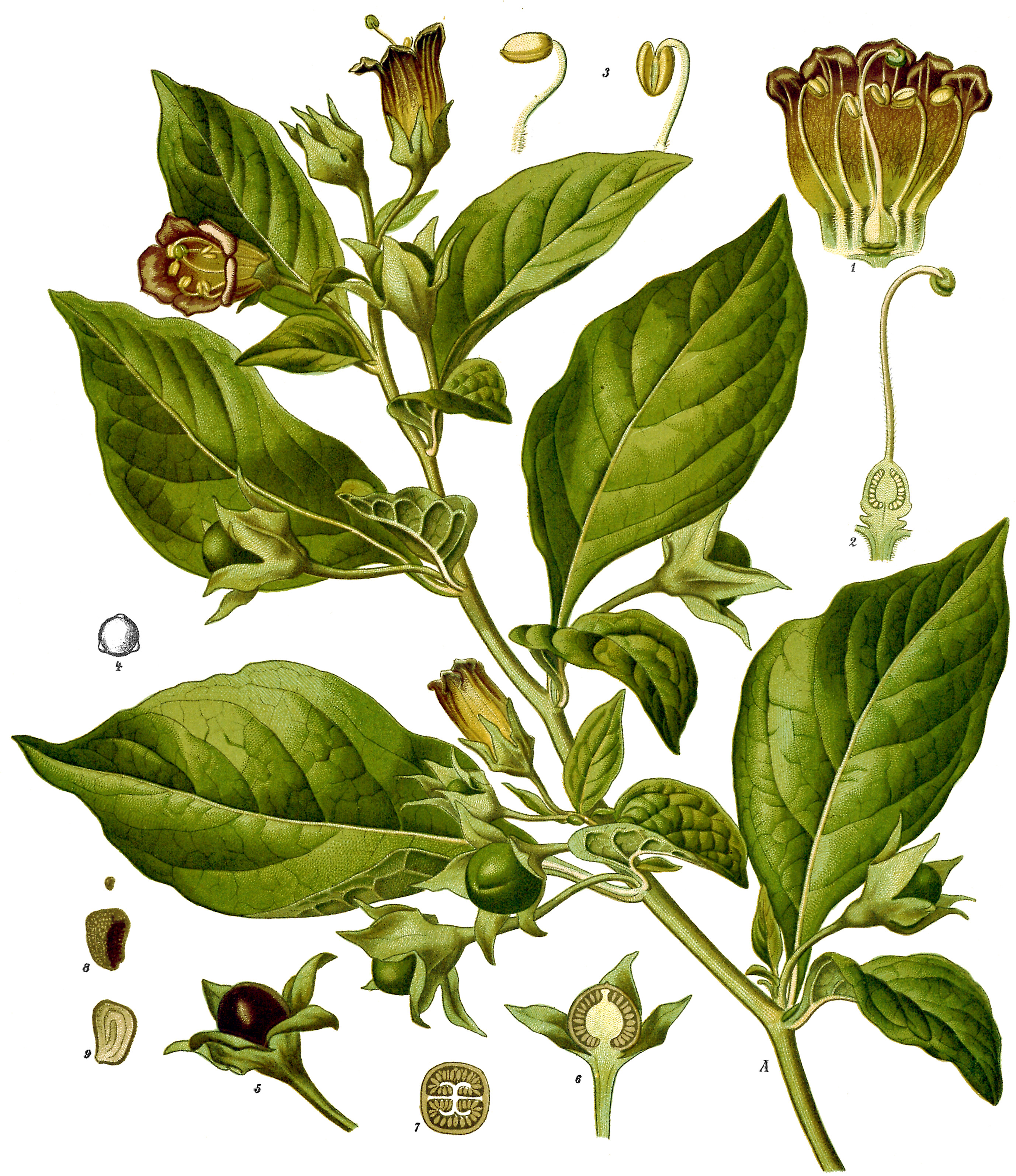